# Cordillera Occidental (Colombia)
La Cordillera Occidental is samen met de Cordillera Central en Oriental een van de drie gebergtes waar de Andes zich in Colombia in splitst. Het gebergte loopt in noordelijke richting van de Nudo de los Pastos in het departement Nariño tot aan de Nudo de Paramillo, in Córdoba en Antioquia. Het gebergte is gelegen in de ecoregio Andesregio van Colombia.
Het westelijke gedeelte van de Cordillera Occidental, behoort tot het afwateringsgebied naar de Grote Oceaan, met de Río San Juan als belangrijkste rivier terwijl de oostelijke flank de Cauca voedt. Het noorden van het gebergte behoort tot het afwateringsgebied van de Atlantische Oceaan, via de Caribische Zee via de rivieren Atrato en Sinú.
De gemiddelde hoogte van de Cordillera Occidental is 2000 meter.
De Patía, die in het Macizo Colombiano ontspringt, doorsnijdt de Cordillera Occidental in een depressie die de Hoz de Minamá genoemd wordt. Hier bereikt het gebergte zijn diepste punt op 380 meter boven zeeniveau.
De belangrijkste stad in de Cordillera Occidental is Cali.
De volgende departementen liggen in de Cordillera Occidental: Antioquia (31%), Chocó (19%), Nariño (13%), Valle del Cauca (12%), Córdoba (11%), Cauca (9%), Risaralda (3%), Caldas (1%).

## Bergen

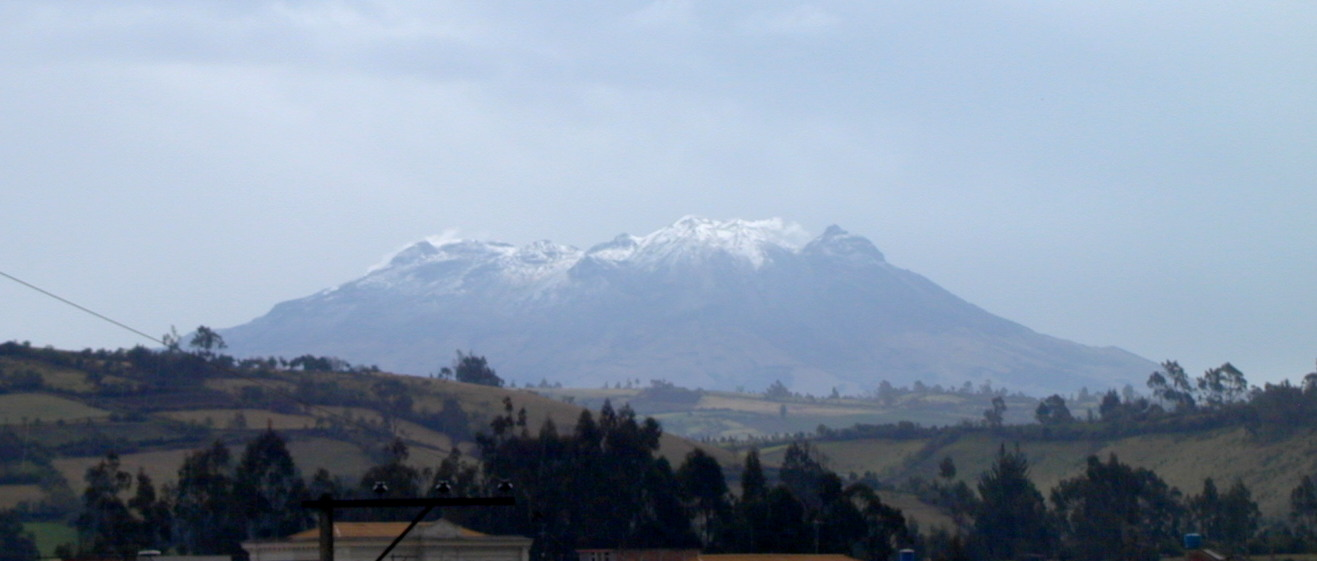
Cumbal

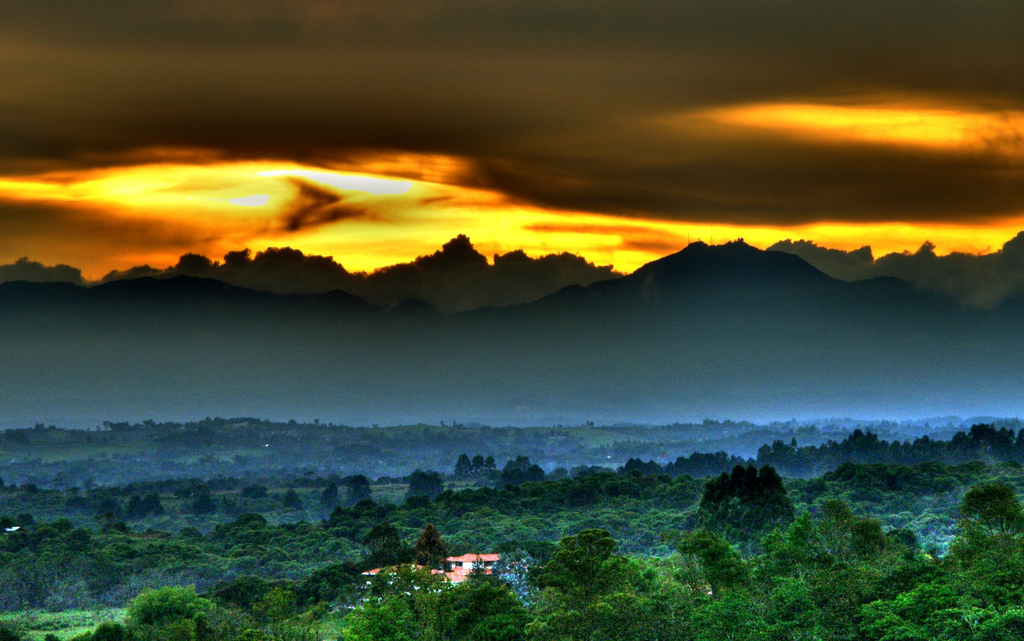
Cerro Munchique

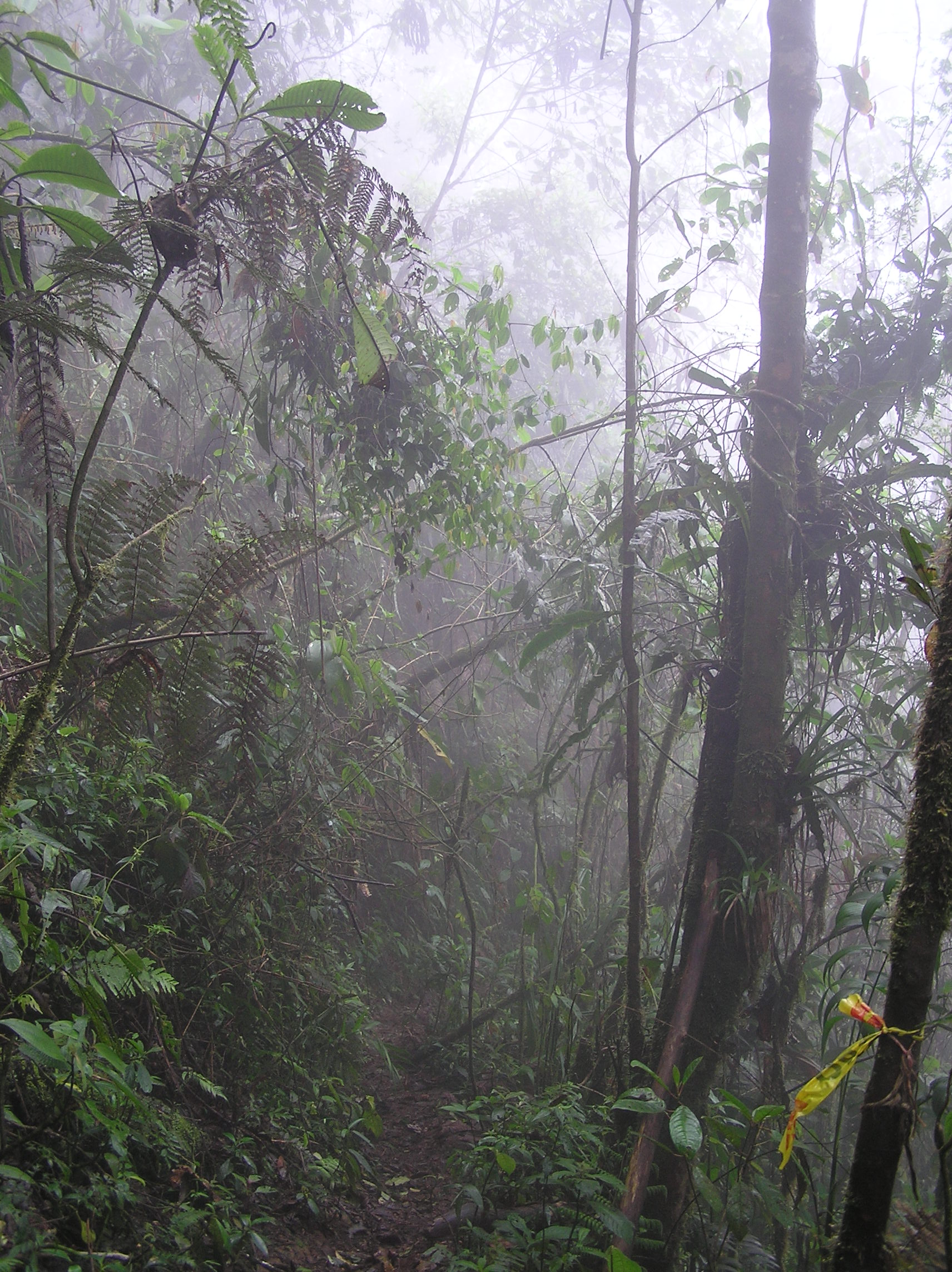
Selva Húmeda in de Farallones de Cali

- Cumbal (4764 m)
- Chiles (4748 m)
- Farallones de Cali (4100 m)
- Cerro Tatamá (4200 m)
- Páramo de Frontino (4080 m)
- Azufral (4070 m)
- Nudo de Paramillo (3960 m)
- Cerro Tatamá (3950 m)
- Alto Musinga (3850 m)
- Cerro del Munchique (3012 m)

## Hydrografie

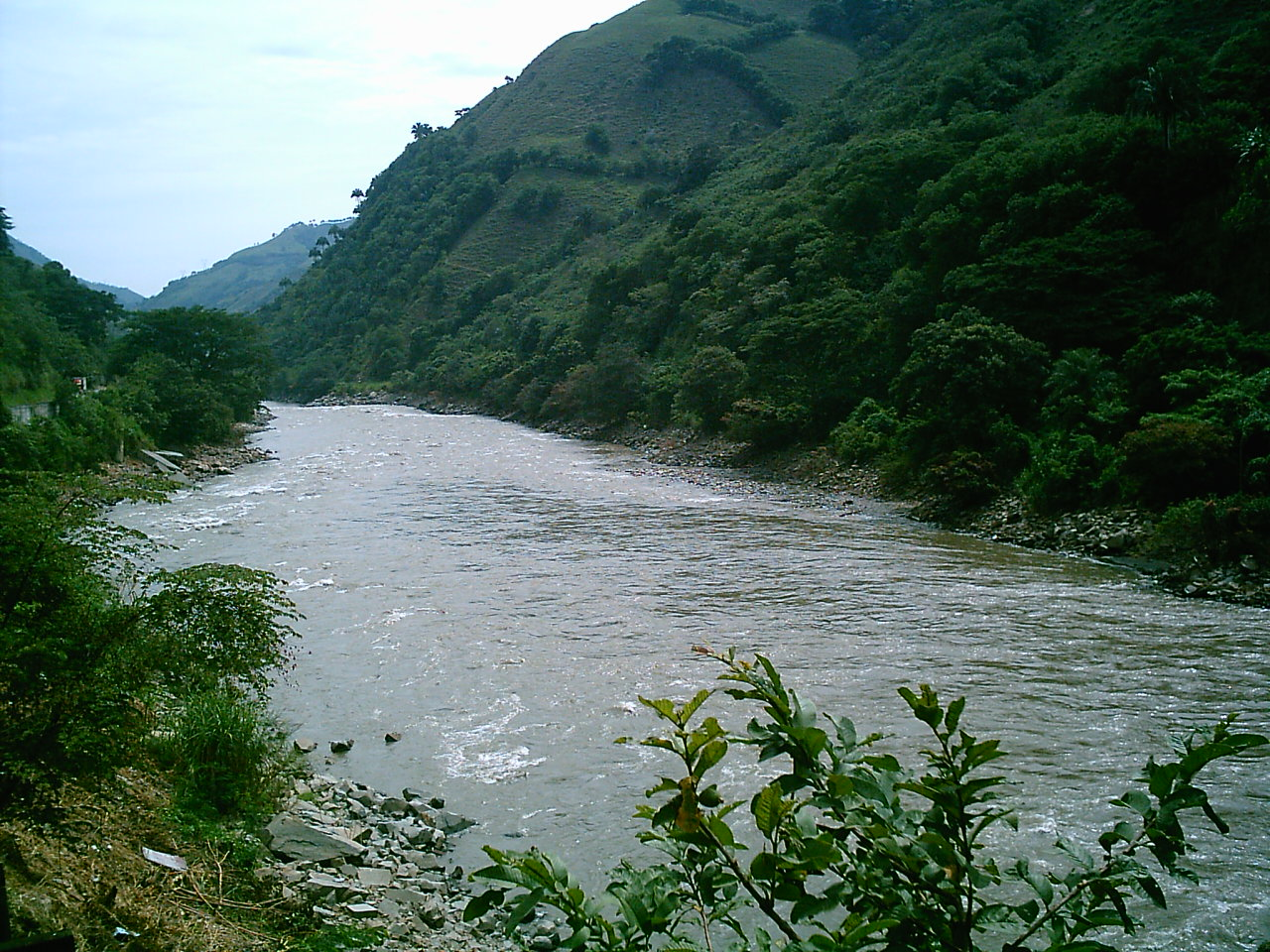
De Cauca

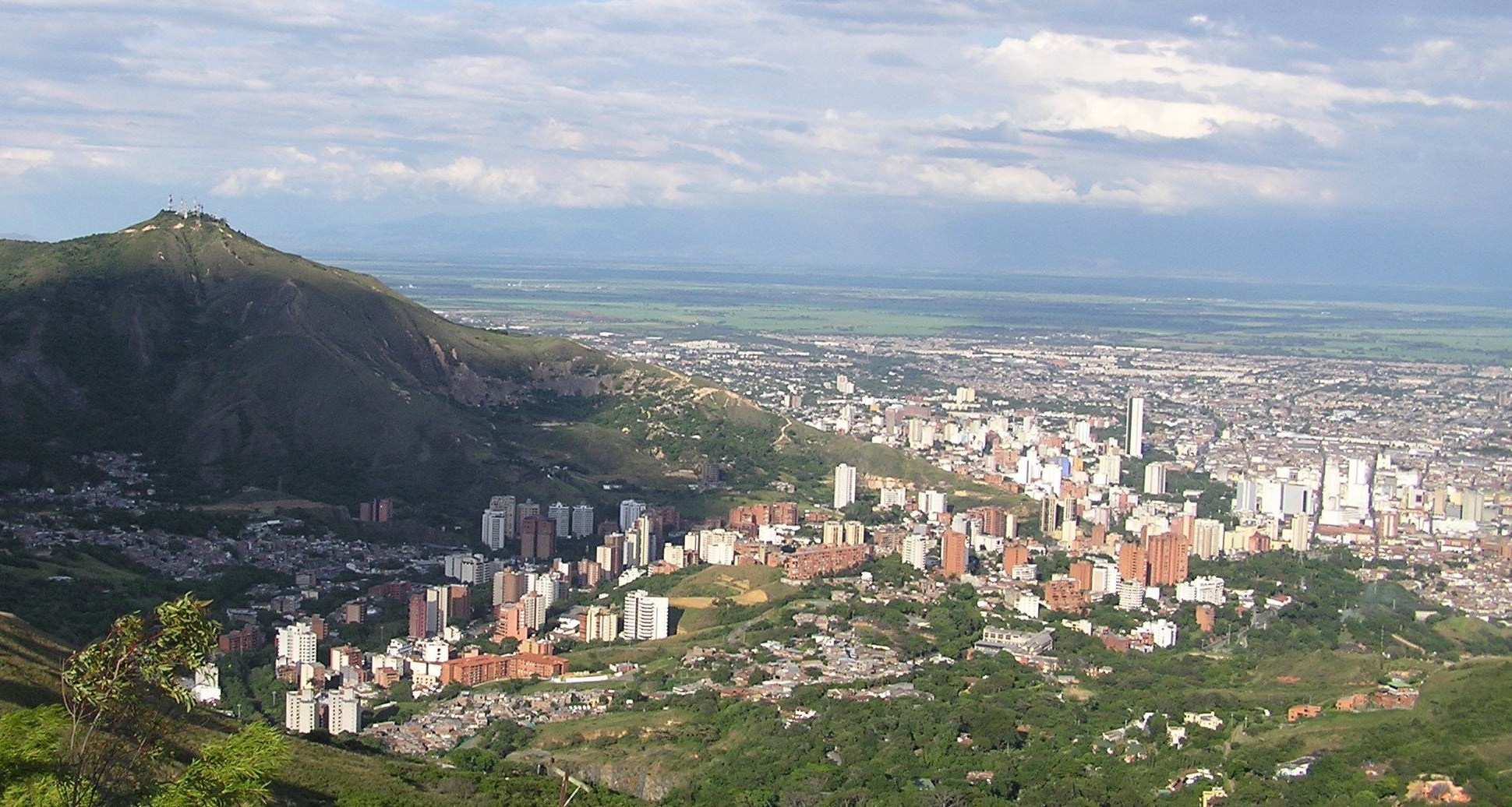
Zicht op Cali

De volgende rivieren en wateren ontspringen in de Cordillera Occidental:
| - Cauca - Mira - Patía - Pance - Pichindé - Río San Joaquín - Aguaclara - Guapi - San Juan del Micay - Quiparadó - Murrí | - Venado - Chaqueradó - Río Verde - Esmeralda - Sinú - Río Sucio - Río San Jorge - Río San Juan - Baudó - Atrato |

## Natuurparken
In de Cordillera Occidental bevinden zich de volgende natuurparken:
- Parque nacional natural Farallones de Cali
- Parque nacional natural Las Orquídeas
- Parque nacional natural Munchique
- Parque nacional natural Paramillo
- Parque nacional natural Tatamá